# José Fontaine

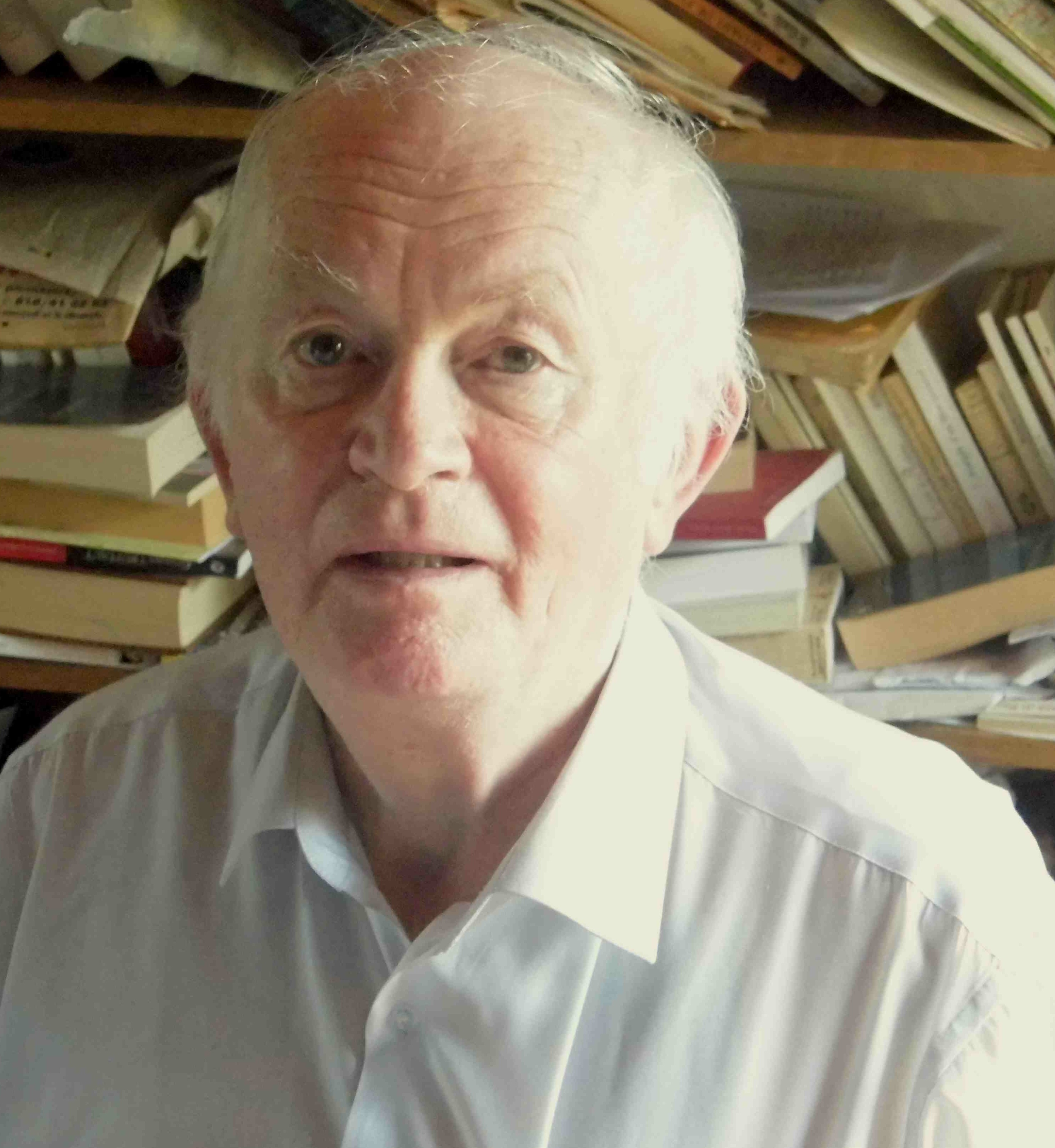

José Fontaine (Jemappes, 28 juni 1946) is een Waals politiek journalist. Hij werd geboren in een gemeente van de Borinage. Hij studeerde filosofie en sociologie  aan de Katholieke Universiteit Leuven en theologie aan het Groot Seminarie van Namen. Na zijn studies begon hij als leraar filosofie te onderwijzen in het secundair onderwijs. In 1986 richtte hij het magazine Toudi op, een politiek tijdschrift met een sterke Waals autonomistische en republikeinse inslag. José Fontaine was een van de ondertekenaars van het 'Manifeste pour la culture wallonne'

### Dagbladen en tijdschriften
Als journalist schreef hij voor verschillende Belgische  en Franse dagbladen en tijdschriften zoals Le Soir, La Libre Belgique, Le Monde, Knack en De Standaard. Hij schrijft een vaste rubriek voor het Canadese webmagazine "Vigile.net".

### Boeken
- Les Faces cachées de la monarchie belge, Baudouin Piret en José Fontaine, Uitgeverij Toudi, Walhain, 1991.